# Charlie Hebdo
Charlie Hebdo je francuski satirični tjedni časopis. Po prvi puta se pojavljuje 1969. Godine 1981. se gasi, a 1992. ponovno kreće s radom. Od 2012. do 2015. glavni urednik časopisa je bio Stephane Charbonnier poznat pod nadimkom Charb.
Časopis se izdaje svake srijede a ima i neredovita specijalna izdanja.
Dana 7. siječnja 2015. godine izvršen je oružani napad na središnji ured Charlie Hebdoa u Parizu, ostavljajući najmanje 12 mrtvih. Među preminulima su bili i glavni urednik te dva policajca koja su naišla na napadače. Prema izjavama policije, napadači su tijekom napada vikali "osvetili smo proroka".